# Real Cofradía de Caballeros Cubicularios de Zamora
La Real, Muy Antigua e Ilustre Cofradía de Caballeros y Damas, Cubicularios de San Ildefonso y San Atilano, Cuerpo de la Nobleza de Zamora, es una corporación nobiliaria originaria del siglo XIII, lo que la convierte en una de las más antiguas de Europa de ámbito local. Como forma asociativa de la nobleza es anterior incluso a la Orden de la Banda y la Orden de la Jarretera. Tiene su sede, ininterrumpidamente desde su fundación, en la Iglesia Arciprestal de San Pedro y San Ildefonso, de Zamora.

## Historia
En el año 718 un grupo de mozárabes de Toledo llevó hasta Zamora el cuerpo de San Ildefonso para evitar que fuera profanado durante la invasión musulmana. Con los años este hecho quedó en el olvido hasta que durante unas reformas, de forma providencial, fue hallado en 1260 bajo la lápida con la inscripción Corpus Sancti Patris Ildephonsi Archiepiscopi Toletani en la Iglesia Arciprestal de San Pedro, primigenia catedral y posteriormente segundo templo en importancia desde la construcción y consecuente consagración de la actual Catedral de la ciudad de Zamora por el obispo Esteban en 1174.
Desde ese momento los arzobispos primados de Toledo reclamaron insistentemente el regreso de las reliquias, llegando a apelar a Santa Sede, donde fueron varios los pontífices que amenazaron con la excomunión a los zamoranos. También hubo, incluso, varios intentos sustraerlos. Para evitarlo, hacia el año 1300, la nobleza de la ciudad se constituyó en cofradía donde los caballeros custodios adoptaron el nombre de "Camareros de S. Yldephonso" o "Congregación de Cubicularios" de donde desciende su actual nombre de Caballeros Cubicularios quienes ocultaron los restos de S. Ildefonso en un lugar que se transmitió de padres a hijos durante generaciones. La Cofradía primigenia no estableció estatutos en su inicio por razón de comportarse como una congregación cuasi secreta a fin de no publicitar su existencia y de este modo afrontar su cometido custodio de un modo más eficaz. Sólo en 1496 salieron a la luz, siendo situados en su emplazamiento actual.
Los primeros estatutos de la Cofradía datan de 1503, si bien consta documentalmente su existencia desde 1415. Posteriormente fueron reformados en 1536 (para añadir la custodia de los restos de San Atilano), 1624 y 1967, fecha en que se refunda la entidad tras su casi desaparición durante la desamortización de Mendizábal. Los actuales son de 2023, aprobados por el Obispo de Zamora y conformados por el Nuncio de Su Santidad en España.
A lo largo de los siglos han sido varios los reyes de Castilla y de España que han visitado Zamora para venerar las reliquias, como Juan II, Felipe III, Alfonso XII y Alfonso XIII y así como la Princesa de Gales (1501). De forma muy ocasional se han cedido a las diócesis de Toledo y Tarazona pequeños fragmentos de la reliquia, así como a la Abadía de Seckau (Austria) en 1893, a petición de la Reina Regente.

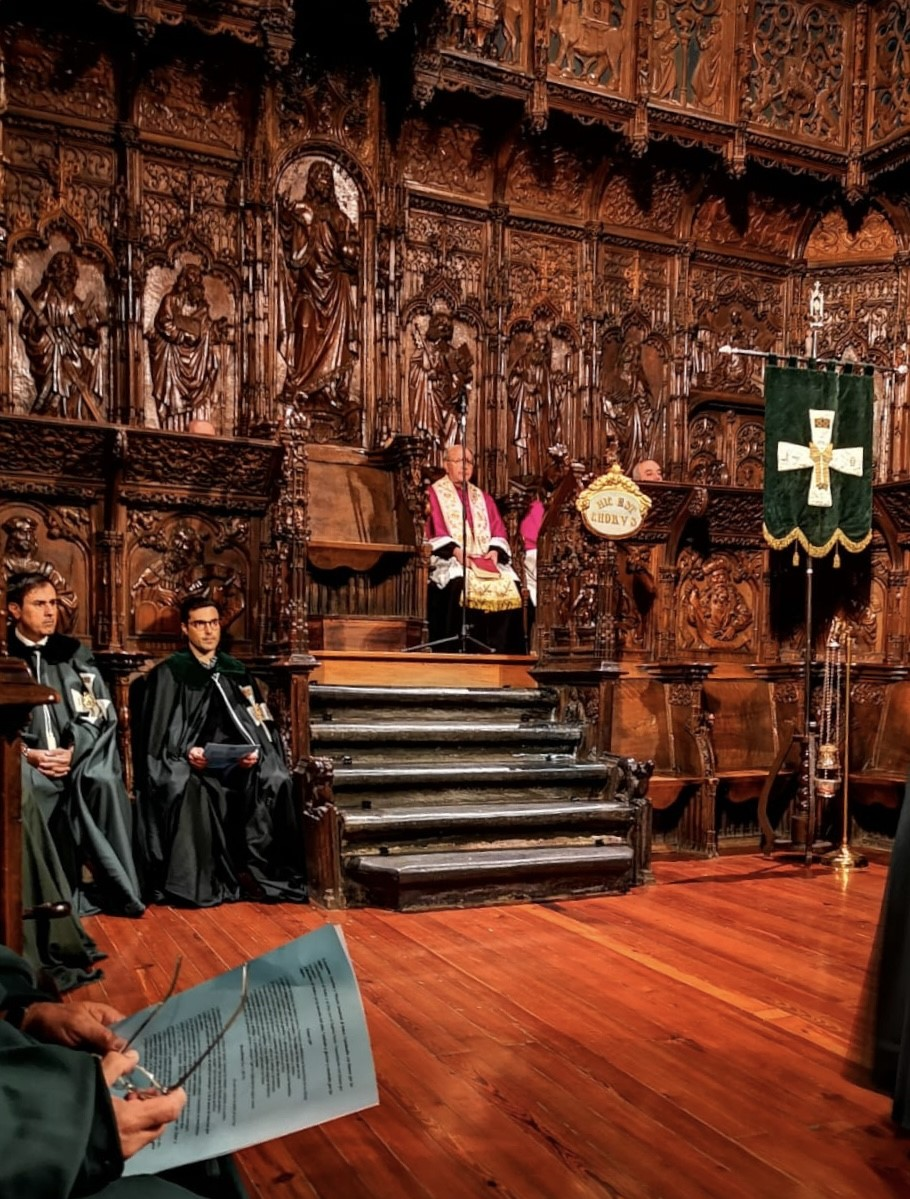
Canónigos honorarios de la Catedral de Zamora

También han sido recibidos como Caballeros Cubicularios los reyes Enrique IV, Carlos I, Felipe II, Felipe III, Carlos II y Fernando VII y el Infante Carlos, futuro Carlos V de la rama tradicionalista, así como familias reales como Orléans o pontificias como Colonna y Orsini.
También han forman parte tradicionalmente de ella las casas ducales, con grandeza de España, de Alburquerque (por el marquesado de Alcañices), de Frías, de Alba (por el marquesado de San Vicente del Barco), Infantado (por el marquesado de Távara), Medinaceli (por el marquesado de Quintana de las Torres), Gandía (por los condados de Alba de Liste y de Mayalde), de Medina de Rioseco (por el principado de Zamora), Lerma, Olivares, Benavente y Castro-Terreño. También los Condestables de Castilla.
Asimismo, han engrosado tradicionalmente sus filas la nobleza de Zamora, también la titulada, como los marqueses de Villagodio y de Valparaíso; los condes de Puñonrostro, de Castronuevo y de Casatrejo; los vizcondes de Garci-Grande y de Valoria o los señores de Sexmil.

## Naturaleza
La Real Cofradía tiene una naturaleza canónica (erigida como asociación pública de fieles), motivo por el que el Obispo de Zamora ostenta su presidencia. Tiene a su frente a un Gobernador que cuenta con un Consejo Capitular. La asistencia espiritual, bajo el título de Prior, corresponde al párroco-arcipreste de San Pedro, el Dr. Juan Luis Martín Barrios, deán de la Catedral.
Según sus Constituciones, reformados en 2023, la entidad tiene como finalidad específica custodiar las reliquias de San Ildefonso y San Atilano, así como fomentar la devoción a ambos santos. Sus miembros también deben comprometerse a contribuir a las finalidades sociales y culturales de la Real Cofradía, que hasta la desamortización de Mendizábal sostuvo el Hospital de San Ildefonso (o "de los Ciento") para peregrinos, enfermos y pobres junto a la que hoy es la Casa Parroquial de San Pedro. Para recuperar esa vocación social, hoy sufragan donativos a la Iglesia Arciprestal, al Seminario y a Cáritas; también dispone de un Cuerpo de Voluntarios y, en 2009, la entidad puso en marcha una institución benéfica.
Sus miembros disponen, además de privilegios nobiliarios y beneficios espirituales, el reconocimiento honorífico de patronatos y capellanías, el entierro de cenizas o reducciones en panteones familiares in sacro, el otorgamiento Coram Ecclesia de votos circa missiones, fungir como canónigos honorarios de la catedral o ser guardia de honor del prelado.
Se encuentra hermanada con la Ilustre y Antiquísima Hermandad de Caballeros Mozárabes de Nuestra Señora de la Esperanza de Toledo y la Real y Venerable Hermandad del Santísimo Sacramento de Lisboa. La Cofradía toma parte en la procesión del Corpus Christi toledano y zamorano.
Se reúne en Capítulo diversas veces al año, especialmente para celebrar sus fiestas el 23 de enero (San Ildefonso) y el 5 de octubre (San Atilano), cuando sus reliquias pueden ser veneradas, tras una liturgia en rito mozárabe. De forma extraordinaria, peregrinaron a Toledo (2007) y a Tarazona (2009).

## Miembros

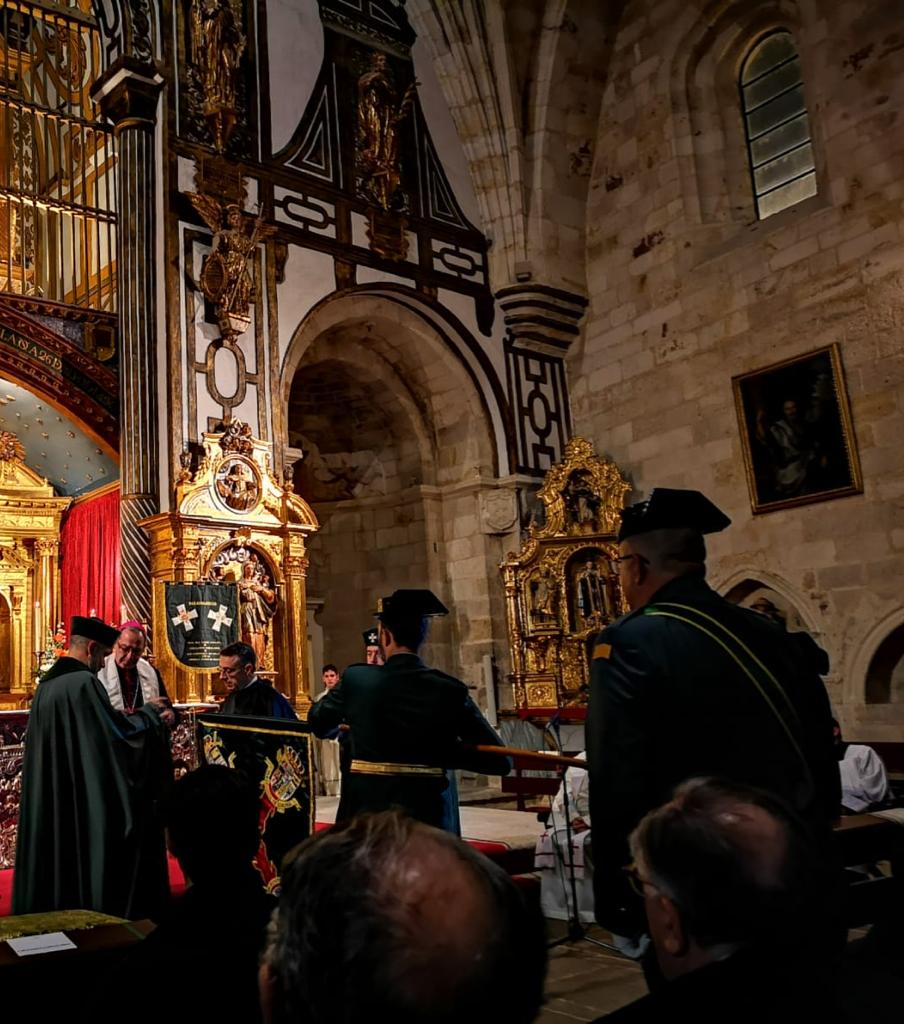
Concesión de la Corbata a la Guardia Civil

Hoy en día pueden ser Caballeros o Damas aquellas personas que acrediten, además de su condición católica y vinculación zamorana, la nobleza familiar (prueba del primer apellido) o, excepcionalmente, nobleza personal (contribución al desarrollo de las Ciencias, las Letras o las Artes, así como el servicio a la Corona o el compromiso con los más necesitados). También deben demostrar su legitimidad.
En la actualidad forman parte de la Cofradía un restringido grupo de 87 caballeros y damas, que son denominados honorarios cuando residen fuera de Zamora. Bajo patronato real, tiene a Su Majestad el Rey Felipe VI y Su Majestad  el Rey Don Juan Carlos como Hermano Mayor Honorario, así como a Su Alteza Real el príncipe Don Pedro como Caballero Cofrade de Honor, Gran Maestre de la Sacra y Militar Orden Constantiniana de San Jorge. El Cardenal Cañizares es su Capellán de Honor. Son cofrades corporativos la Orden de Santiago y la Orden Teutónica, que tuvieron encomiendas en Zamora, así como la Armada Española y el Colegio de San Ildefonso de Madrid.
En el año 1971 se constituyó un Brazo de Damas, que tiene como Primera Dama de Honor a S.M. la Reina emérita. Actualmente está formado por unas 30 damas, que desde 2023 están integradas en el conjunto de cofrades, sin ser un grupo aparte. Históricamente, de forma excepcional, ya habían formado parte de la Cofradía la reina Margarita de Austria y la Catalina de Aragón cuando era princesa de Gales, así como las nobles María de Figueroa, Isabel de Ayala, María de Mella o María de Ulloa. 
Su insignia está formada por una cruz mozárabe ribeteada por un cordón de oro, en cuyo centro hay una dos mitras con sus ínfulas doradas y en su parte superior una corona visigótica, con las iniciales I y A en el extremo de cada brazo. En actos sociales, la insignia -en forma de venera- cuelga de una cinta de moaré verde y roja, colores de la seña bermeja. El Gobernador y el Prelado, durante su mandato, lucen una banda.
Su hábito de coro, para actos litúrgicos, está formado por un manto capitular (muceta, para eclesiásticos) de moaré verde (color de los magnates castellanos), que lleva sobre el costado la insignia de la Cofradía y unos cordones blancos de seda que penden del cuello vuelto. Los seglares llevan también un birrete de color verde, con la insignia al frente, así como guantes blancos. Las damas visten de negro, con mantilla y peineta española. La guardia de honor del prelado, durante su servicio, lleva los cordones de color oro. Era costumbre que el hábito de coro sirviera de mortaja.
En 2023 ha concedido la primera y única Corbata de la Real Cofradía a la Comandancia de Zamora de la Guardia Civil.